# Mulieris dignitatem
Mulieris dignitatem (lat. für „die Würde der Frau“) ist der Titel des Apostolischen Schreibens vom 15. August 1988. Papst Johannes Paul II. veröffentlichte dieses Schreiben über die Würde und Berufung der Frau anlässlich des marianischen Jahres 1987/88.

## Abbild und Gleichnis Gottes
Im Apostolischen Schreiben Mulieris dignitatem will Papst Johannes Paul II. die „Grundwahrheiten“ über Mann und Frau, ihre Gleichheit in der Würde und die „Einheit der zwei“ vertiefen (Nr. 6), er geht dabei davon aus, dass diese Einheit auf dem Fundament der Würde jedes Menschen beruht. Denn, so schreibt der Papst, jeder Mensch ist nach dem „Abbild und Gleichnis Gottes“, der die Menschen „als Mann und Frau schuf“ (Gen 1,27 ) gottebenbildlich. Aus diesem gemeinsamen Anfang leitet sich die wesentliche Gleichheit und Berufung aller Menschen ab.

## Die Würde der Frau
In Mulieris dignitatem, das in neun Kapitel gegliedert ist, weist Papst Johannes Paul II. deutlich auf die besondere Würde der Frau im Christentum hin. Er leitet damit ein, dass die Würde der Frau und ihre Berufung „ständiges Thema menschlicher und christlicher Reflexion“ seien und verweist auf bisherige Aussagen des Lehramts in den Dokumenten des Zweiten Vatikanischen Konzils, die apostolische Konstitution Gaudium et Spes, das Dekret über das Laienapostolat Apostolicam actuositatem und das nachsynodale apostolischen Schreiben Christifideles laici. Dabei zitiert der Papst eine Stelle aus der Schlussbotschaft des zweiten Vatikanischen Konzils, in der von einer Stunde die Rede ist, die schon gekommen sei, „in der sich die Berufung der Frau voll entfaltet, die Stunde, in der die Frau in der Gesellschaft einen Einfluß, eine Ausstrahlung, eine bisher noch nie erreichte Stellung erlangt. In einer Zeit, in welcher die Menschheit einen so tiefgreifenden Wandel erfährt, können deshalb die vom Geist des Evangeliums erleuchteten Frauen der Menschheit tatkräftig dabei helfen, daß sie nicht in Verfall gerät“.

## Berufung, Mutterschaft und Jungfräulichkeit
In den Kapiteln III. und IV. geht Johannes Paul II. ausführlich auf die „zwei einzelnen Dimensionen der Berufung der Frau im Licht der göttlichen Offenbarung“ ein, die der Mutterschaft und der Jungfräulichkeit. Beide fänden „ihren erhabensten Ausdruck“ in der Jungfrau und Gottesmutter Maria. 
Ausgehend von der Gottesebenbildlichkeit und Verschiedenheit beider Geschlechter, die bereits in den Schöpfungsberichten ausgedrückt sei (Gen 1,27 , Gen 2,18–25 ), führt Johannes Paul II. dies als „Grundlage der gesamten christlichen Anthropologie“ an. Der Mensch sei Spitze und Krone der gesamten Schöpfungsordnung und beide Geschlechter seien im selben Grade nach dem Abbild Gottes geschaffen. In der „Einheit der zwei“ seien Mann und Frau von Anfang an gerufen, auch füreinander da zu sein. Wenn der Mensch nach dem Abbild Gottes geschaffen sei, so bedeute dies auch, dass er dazu berufen ist, für andere da zu sein. Diese Berufung gelte für jeden Menschen, ob Mann oder Frau, „die sie wohl in ihrer je besonderen Eigenart verwirklichen“. 
Bereits der Schöpfungsbericht hebe den bräutlichen Charakter hervor, der die Grundlage der Wahrheit der Jungfräulichkeit und der Mutterschaft als die beiden Dimensionen der Berufung der Frau bilde. Auf dieser Grundlage baut er die folgenden Kapitel „Die Kirche – Braut Christi“ und „Am größten ist die Liebe“ auf, das er mit dem Dank der Kirche beschließt „für alle Gnadengaben, mit denen der Heilige Geist die Frauen in der Geschichte des Gottesvolkes beschenkt, für alle Siege, die sie [die Kirche] dem Glauben, der Hoffnung und der Liebe von Frauen verdankt; sie sagt Dank für alle Früchte fraulicher Heiligkeit.“ 
Zugleich bitte die Kirche darum, dass die Gaben der Frauen, mit denen sie vom Geist „in großer Freigiebigkeit beschenkt wurden“, anerkannt und gewürdigt würden, damit sie der Kirche und der Menschheit nützten. Mit dem Gebet, dass „alle Frauen in diesem Geheimnis sich selbst und ihre ‚höchste Berufung‘ finden“ mögen, stellt Johannes Paul den Gläubigen noch einmal die Gottesmutter vor Augen. Er schließt sein apostolisches Schreiben mit dem Dank an die Frauen, „die – in Treue zum Evangelium – zu allen Zeiten an der apostolischen Sendung des ganzen Gottesvolkes teilgenommen haben. Es handelt sich um heilige Märtyrinnen, Jungfrauen, Mütter, die mutig ihren Glauben bezeugt und dadurch, daß sie ihre Kinder im Geist des Evangeliums erzogen, den Glauben und die Überlieferung der Kirche weitergegeben haben.“ Der Ausgangspunkt eines gedanklichen Dialogs müsse die Dankbarkeit sein. Er fährt fort: „Im marianischen Jahr möchte die Kirche der Heiligsten Dreifaltigkeit Dank sagen – für das Geheimnis der Frau und für jede Frau, für das, was das ewige Maß ihrer weiblichen Würde ausmacht, für ‚Gottes große Taten‘, die im Verlauf der Generationen von Menschen in ihr und durch sie geschehen sind. Hat sich schließlich nicht in ihr und durch sie ereignet, was zum Großartigsten in der Geschichte des Menschen auf Erden gehört – die Menschwerdung Gottes selbst?“ (Nr. 31).

## Berufung zum Priestertum
In Mulieris dignitatem geht Johannes Paul II. im Kapitel Die Eucharistie auch auf die Berufung von Männern zu Aposteln und zu Priestern ein: „Wenn Christus nur Männer zu seinen Aposteln berief, tat er das völlig frei und unabhängig. Er tat es mit derselben Freiheit, mit der er in seinem Gesamtverhalten die Würde und Berufung der Frau betonte, ohne sich nach den herrschenden Sitten und nach der auch von der Gesetzgebung der Zeit gebilligten Tradition zu richten […] Sie sind während des Letzten Abendmahles bei Christus; sie allein empfangen im Zusammenhang mit der Einsetzung der Eucharistie den sakramentalen Auftrag: Tut dies zu meinem Gedächtnis! (Lk 22, 19; 1 Kor 11, 24). Sie empfangen am Abend des Auferstehungstages den Heiligen Geist, um die Sünden zu vergeben: Wem ihr die Sünden vergebt, dem sind sie vergeben; wem ihr die Vergebung verweigert, dem ist sie verweigert (Joh 20, 23).“ (Nr. 26).
Wenn Christus nun die Eucharistie bei ihrer Einsetzung so ausdrücklich mit dem Priestertum der Apostel verbunden habe, dürfe man „annehmen, daß er auf diese Weise die gottgewollte Beziehung zwischen Mann und Frau, zwischen dem ‚Fraulichen‘ und dem ‚Männlichen‘, sowohl im Schöpfungsgeheimnis wie im Geheimnis der Erlösung ausdrücken wollte.“
Später, im apostolischen Schreiben Ordinatio sacerdotalis vom 22. Mai 1994, über die nur Männern vorbehaltene Priesterweihe, geht Johannes Paul II. auf die Thematik, Frauen zur Priesterweihe zuzulassen, ausführlicher ein und zitiert in Nr. 2 diese Stelle aus Mulieris Dignitatem. 

## Frauenkongress zum 20. Jahrestag von Mulieris dignitatem
Am 9. Februar 2008 endete der erste internationale Kongress zum Thema „Frauen in Kirche und Gesellschaft“ in Rom mit einer Audienz aller Teilnehmer bei Papst Benedikt XVI. Die Veranstaltung mit dem Titel: „Mann und Frau, die Fülle des Humanum“, hatte aus Anlass des 20. Jahrestages des Erscheinens des apostolischen Schreibens rund 260 Teilnehmer aus 49 Ländern zusammengeführt. Die Teilnehmer kamen zu folgender Beurteilung: 

„20 Jahre nach Mulieris Dignitatem gilt es zu schauen, was sich verändert hat und was noch zu tun ist; welche Perspektive sich besonders im Hinblick auf Frauenidentität und Frauenberufung eröffnen. Es herrscht doch heute noch stärker als vor 20 Jahren ein Chaos der Begrifflichkeit. Man definiert nach Belieben, was Frau, was Mann heißt […] Die Kirche im Allgemeinen erkläre nicht ganz so konkret, „wie die Frau Gott als Frau widerspiegelt. Man sagt generell, die Frau ist Abbild Gottes als Person – als Person, die liebt und denkt […] man stellte sie als Abbild Gottes dar, der in seiner selbstlosen Hingabe auch Mutter ist […] Die Frau als sein Abbild, als Mutter, kann deshalb so stark und selbstlos sein, weil sie darin Gott spiegelt.““